# اشراح حسن (الشعر)

تعديل مصدري - تعديل

اشراح حسن محلة تابعة لقرية الدخلة، التابعة لعزلة مقنع بمديرية الشعر إحدى مديريات محافظة إب في الجمهورية اليمنية.، بلغ تعداد سكانها 27 حسب تعداد اليمن لعام 2004.